# Бојн Сити (Мичиген)
Бојн Сити (енгл. Boyne City) град је у америчкој савезној држави Мичиген. По попису становништва из 2010. у њему је живело 3.735 становника.

## Демографија
Према попису становништва из 2010. у граду је живело 3.735 становника, што је 232 (6,6%) становника више него 2000. године.
| Група             | 2000.         | 2010.         |
| Белци             | 3.383 (96,6%) | 3.517 (94,2%) |
| Афроамериканци    | 4 (0,1%)      | 14 (0,4%)     |
| Азијати           | 6 (0,2%)      | 18 (0,5%)     |
| Хиспаноамериканци | 26 (0,7%)     | 48 (1,3%)     |
| Укупно            | 3.503         | 3.735         |